# Florentinski koncil
Florentinski koncil, tudi koncil v Baslu, Ferrari in Firencah, je potekal v letih 1431-1445. Sklical ga je papež Martin V. v Baslu; po njegovi smrti ga je papež papež Evgen IV. leta 1438 prestavil v Ferraro, nazadnje pa je bil zaradi kuge leto kasneje prenesen v Firence. Trajal je vse do turške zasedbe Konstantinopla leta 1453. Udeležili so se ga v precejšnjem številu predstavniki bizantinske cerkve, tudi v pričakovanju pomoči proti Turkom, medtem ko se grški verski dostojanstveniki niso odzvali povabilu, ki jim ga je baje poslal v papeževem imenu Nikolaj Kuzanski.
Glavni namen koncila je bilo ponovno združenje zahodnega in vzhodnega krščanstva. V praksi je po njem nekaj manjših vzhodnih Cerkva stopilo v unijo z Rimskokatoliško cerkvijo (danes jih imenujemo uniatske Cerkve ali katoliške Cerkve vzhodnega obreda), do večjega zedinjenja pa ni prišlo.

## Zgodovina in potek

### Koncil v Pavii in Sieni
V duhu konstanškega koncilskega odloka Frequens je papež Martin V. sklical koncil v Pavio za 2. februar 1423 – pet let po koncu le-tega. V mesto je prišlo le malo škofov, izbruhnila je pa tudi uničevalna kuga. Papež je bil prisiljen prestaviti koncil v Sieno. Tukaj so imeli le eno omembe vredno sejo, ko so 8. novembra 1423 ponovno obsodili Husovo in Wyclifovo herezijo. Različne narodnosti pa so se na tem koncilu med seboj tako sporekle, da ga je papež razpustil že 26. februarja 1424 ter določil za naslednje koncilsko mesto Basel. Papež je sicer svojevoljno, z motuproprijem izdal nekaj prenovitvenih odlokov, vendar je konciliaristično usmerjeno evropsko javno mnenje, kakor tudi cesar Sigismund, zahtevalo koncil. Zato je že določil za njegovega predsednika Cesarinija, ko ga je 20. februarja 1431 kap.

### Koncil razkola

#### Koncil vBaslu
Na dan svoje izvolitve 3. marca 1431 je kardinala Julijana Cesarinija imenoval za predsednika koncila v Baslu, ki ga je sklical že njegov predhodnik. Na dan odprtja – koncil naj bi se začel 7. marca 1431 – ni prišel v Basel niti en opat. Ko je prišel tja septembra Cesarini, je tam našel le 3 škofe in 7 opatov. Ob skromni udeležbi je koncil vseeno začel zasedati in je takoj potrdil konciliaristične odloke konstanškega koncila, med njimi tudi premoč koncila nad papežem. Zato je Cesariniju papež naročil, naj koncil odloži za poldrugo leto in določil za koncilsko mesto Bologno, zlasti zato, ker je to bolj ustrezalo ekumenskemu delu z Grki, kar naj bi privedlo do cerkvenega zedinjenja Konstantinopla z Rimom. Zborovalci v Baslu pa se niso vdali, ampak so nadaljevali delo koncila. Zdelo se je celo, da ga sedaj, ko ga papež misli razpustil, kar naenkrat potrebuje in zahteva cela Evropa. Koncil je štel za svoj velik uspeh, da je dosegel premirje s husiti; Evgen IV. pa je z bulo Quoniam alto z dne 18. decembra 1431 koncil preprosto razpustil. Evgen je decembra zasedanje koncila sicer sklenil, vendar je pod pritiskom večine kardinalov in številnih svetnih knezov moral popustiti in koncil je nadaljeval svoje delo. V okviru prizadevanj za prenovo 'glave in udov' (reformatio in capite et membris) v Cerkvi je koncil vzel zadevo kar v svoje roke. Določil je nov način volitve papeža, število kardinalov je omejil na 24 in zahteval, da noben narod ne sme imeti več od ene tretjine kardinalov. Ko je prišlo na vrsto vprašanje zedinjenja z vzhodno Cerkvijo, so se ponovno pojavila razhajanja. Del udeležencev je zahteval, naj o tem razpravljajo v Baslu, manjšina skupaj s papežem pa je za te pogovore predlagala kako italijansko mesto. Evgen IV. je 1438 res prenesel koncil najprej v Ferraro in zatem v Firence. 

#### Odstavitev papeža Evgena IV. in izvolitev protipapeža Feliksa V.
Konciliaristi, ki so ostali v Baslu, so poskušali – pod okriljem Pariške univerze, vzdigniti koncil nad papeža in v tem duhu 25. junija 1439 odstavili 'nepokornega' papeža Evgena, ki je 18. septembra 1439 ponovno razpustil uporniško zborovanje z bulo Doctoris gentium.  Zborovalci pa so njemu navkljub 5. novembra 1439 izvolili na njegovo mesto sicer pobožnega in zelo bogatega – vendar zadosti naivnega savojskega vojvodo Amadeja VIII., ki si je privzel ime Feliks V. , in ni nikoli užival široke podpore. Ljudstvo se je baje celo začelo norčevati iz njegovih cerkvenih papeških oblačil, ker ga je bilo vedno navajeno videti v civilni vojvodski obleki. Tako je nastal 'mali razkol' - neko nadaljevanje 'velikega razkola', kot nekateri zgodovinarji imenujejo zahodni razkol. Evgenov naslednik je z bulo 18. januarja 1449 preklical vse kazni in prepovedi, ki jih je izrekel nad samovoljnimi nadaljevalci Baselskega koncila in nad protipapežem Feliksom, ki se je torej pod Nikolajem V. 7. aprila 1449 odpovedal papeštvu, sprejel v zameno kardinalski klobuk ter se v samoti, do svoje smrti 7. januarja 1451, posvetil meniškemu življenju kot zadnji protipapež.

### Koncil zedinjenja
Večina kardinalov in škofov se je preselila skupaj z zakonitim papežem Evgenom IV. v Ferraro in tam nadaljevala delo.

#### Ferrara
V Italijo je prispelo obsežno in številno bizantinsko odposlanstvo okrog 700 izvedencev, da bi obravnavali zedinjenje vzhodnega ('grškega') in zahodnega ('latinskega') krščanstva. Morali so pravzaprav najti rešitev nerešenih vprašanj, ki so leta 1054 povzročila vzhodni razkol, a so o njih že razpravljali na Drugem lyonskem koncilu. V odposlanstvu so bili cesar Ivan VIII. Paleolog (1425-1448), njegov brat Dimitrij, carigrajski patriarh Jožef II. in večje število škofov, učenjakov in bogoslovcev, med katerimi so bili uglednejši Bazilij Besariona, Izidor Kijevski, Balzamon, Jurij Pletone, Ivan Argiropulos ter Marko Efeški, ki je bil najtrdovratnejši nasprotnik zedinjenja. 
Če je patriarh Jožef gledal na to srečanje izključno kot na spravni dogovor, naj bi unija po gledanju cesarja Ivana Paleologa bila uvod za zahodno pomoč bizantinskemu cesarstvu, ki so ga sedaj od vseh strani oblegali osmanski Turki. Med latinskimi škofi lahko poudarimo kardinala Julijana Cesarinija (1398-1444), rodoškega (otok Rodos) nadškofa Andreja in forlìjskega škofa Alojzija Pirana.
Ferraro so zapustili po krajšem delovanju zaradi težav z oskrbo in zaradi izbruha kuge ter so se prestavili v bogate Firence, kjer sta cvetela humanizem in renesansa  ter si je mesto štelo v veliko čast, da sme sprejeti tako odlične goste, ki so povrh tega prihajali z grškega kulturnega območja.

#### Firence
Tukaj so začeli poglobljene razprave in teološka preučevanja, da bi prišlo do ponovne enotnosti med Vzhodom in Zahodom. Edinost naj bi dosegli na dogmatičnem in disciplinskem področju, kar se pa tiče bogoslužja, naj bi ostale zakonite razlike. Tak postopek je bil ne le v odnosu do Konstantinopla, ampak tudi do vseh drugih vzhodnih pravoslavnih Cerkva, kakor tudi do starejših, tako imenovanih 'predkalcedonskih'. Podobno je bilo že na Drugem lyonskem koncilu; vendar so šli še korak dalje: razprave so bile skupne in soudeležene; prišlo je do velikega napredka pri zbliževanju stališč glede večine perečih vprašanj. 
Ne glede na to, da je bilo v začetku največ težav ravno glede protokola, sta se strani kmalu ujeli in je zavladalo ozračje enotnosti: papež ni sedel v sredi, ampak je bil preprosto prvi v vrsti Latincev. Glavna vprašanja, ki so jih obravnavali, so zadevala Filioque, vice, evharistične podobe in papežev primat. V vseh teh vprašanjih sta se strani zedinili in 6. julija 1439 podpisali odlok Lætentur cæli. Podobno enotnost je koncil dosegel tudi s Sirci, Kopti, Armenci in jakobiti.

#### Rim
Ko so se razmere umirile in se je papež mogel vrniti v Rim, je tja prestavil tudi koncil in sicer 24. februarja 1443. Tja se je pa preselil vesoljni cerkveni zbor septembra istega leta. Ni mogoče točno ugotoviti, katerega dne se je koncil končal; najverjetneje avgusta 1445.

## Vsebina
Glavna vprašanja, ki so jih obravnavali na koncilu zedinjenja:
1. Filioque
2. vice
3. Sveto rešnje telo
4. papežev primat.

### Filioque
17. seja koncila (najprej v Firencah) se je odvijala v papeški palači 26. februarja. V devetih naslednjih sejah je bil Filioque v središču razprav. Na zadnji seji (24. ferrarski, 8. florentinski) pa je Ivan Dubrovniški (Giovanni di Ragusa) razložil Filioque jasno in kratko: »Latinska Cerkev priznava le eno počelo, en vzrok Svetega Duha, namreč Očeta. Od Očeta Sin dobiva svoje mesto v izhajanju Svetega Duha. V tem smislu izhaja Sveti Duh od Očeta, toda on izhaja tudi od Sina.« Sejo so na zahtevo Grkov prekinili, nakar se je vmešal Izidor Kijevski, kakor tudi kardinal Besarion, ki je 13. in 14. aprila 1439 izrekel svoj znamenit govor v prid zedinjenja in sporazuma, do česar je tudi prišlo: Grki so na spodbudo cesarja sprejeli dodatek ex Filio ('iz Sina'). 3. junija so torej Grki sprejeli besedilo, da Sveti Duh izhaja od Očeta in Sina, toda kod od enega počela. V zameno jim je papež obljubil vojaško in denarno pomoč. 

### Zedinjenje z drugimi kristjani
V vseh teh vprašanjih sta se strani zedinili in 6. julija 1439 podpisali odlok Lætentur cæli. Takoj po podpisu unije so Grki odpotovali. Sledili pa so pogovori še z drugimi vzhodnimi kristjani in privedli do novih nepričakovanih uspehov. S podpisom bule Laudate Deum z dne 22. novembra 1439 je prišlo na 8. seji do zedinjenja z Armenci, a s podpisom bule Cantate Domino z dne 4. februarja 1441 je dobil veljavo odlok o zedinjenju za Egiptovske in Etiopske kopte cerkve.
Podobno enotnost je torej koncil dosegel s Sirci, Kopti (ki so jim takrat pravili jakobiti), ki so podpisali bulo bulo Cantate Domino, katere glavna misel je Extra Ecclesiam nulla salus. Še prej so dosegli soglasje z Armenci; z vsako od teh krščanskih skupnosti je koncil oziroma papež Evgen IV. podpisal poseben odlok in izdal posebno bulo. 6. julija je bil slovesno razglašen v Firenški stolnici odlok o zedinjenju z Grki Lætentur cæli, čigar izvirnik še vedno hranijo v Lavrencijanski firenški knjižnici. Vesoljni cerkveni zbor se je končal, kar se tiče Grkov in oni so kar naenkrat odpotovali. Latinski člani so ostali, da bi dosegli zedinjenje še z drugimi vzhodnimi Cerkvami: s sirskimi jakobiti 1442, Mezopotamci (danes Irak) 1444, kaldejci, nestorijanci ter ciprskimi maroniti 1445. S tem se je končalo javno delovanje florentinskega koncila, ki je zasedal od 1443 naprej v Lateranski palači v Rimu.